# Honlav
Honlav (Polysporina simplex) är en lavart som först beskrevs av Davies, och fick sitt nu gällande namn av Vezda. Honlav ingår i släktet Polysporina och familjen Acarosporaceae.  Arten är reproducerande i Sverige. Inga underarter finns listade i Catalogue of Life.

## Källor

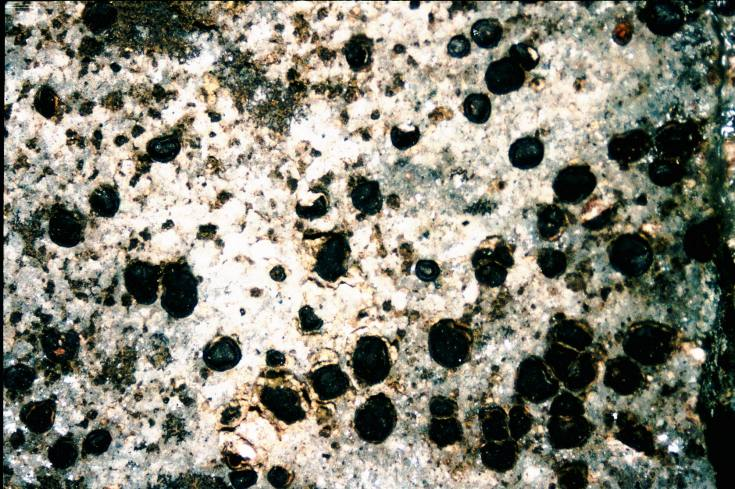
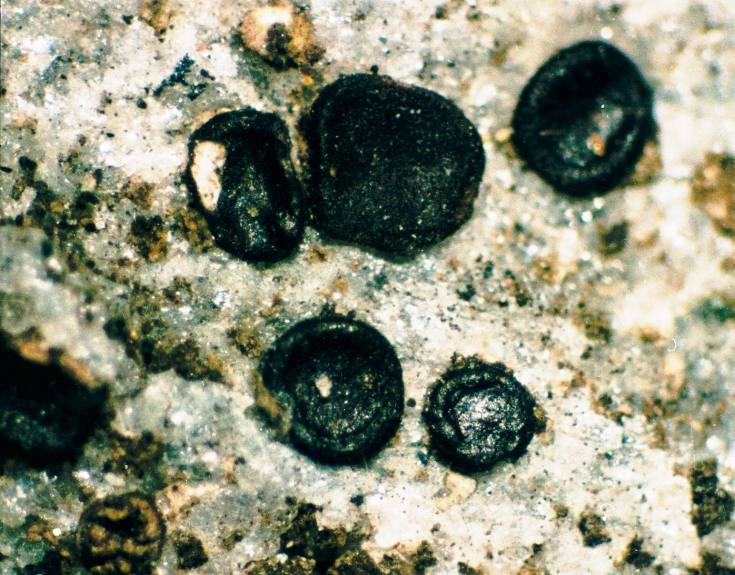
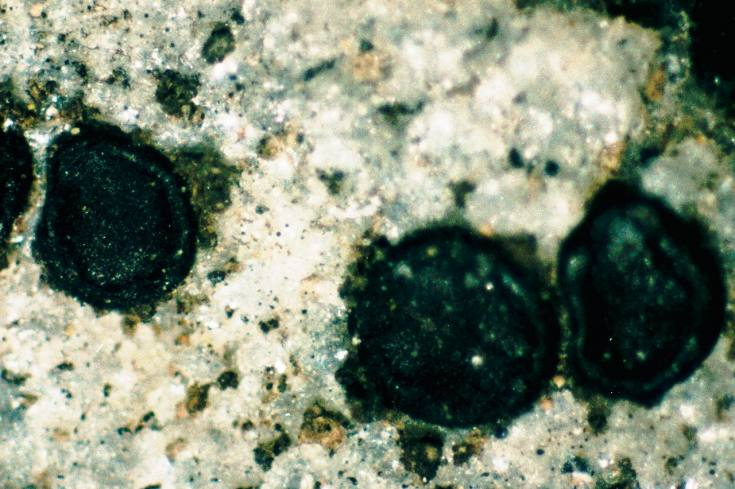
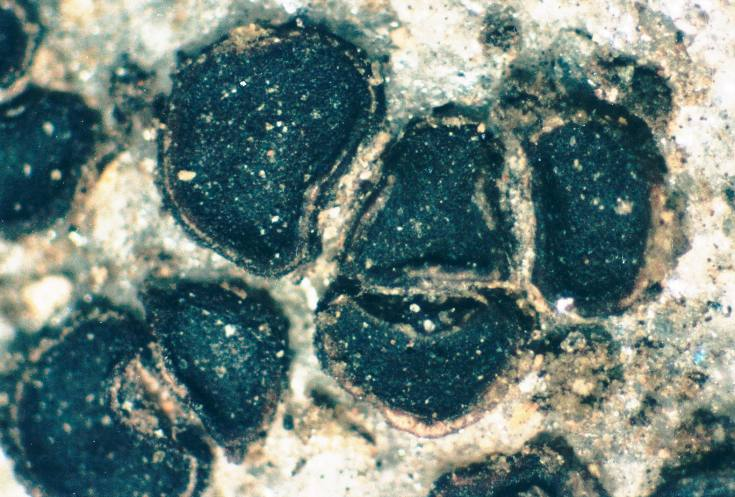
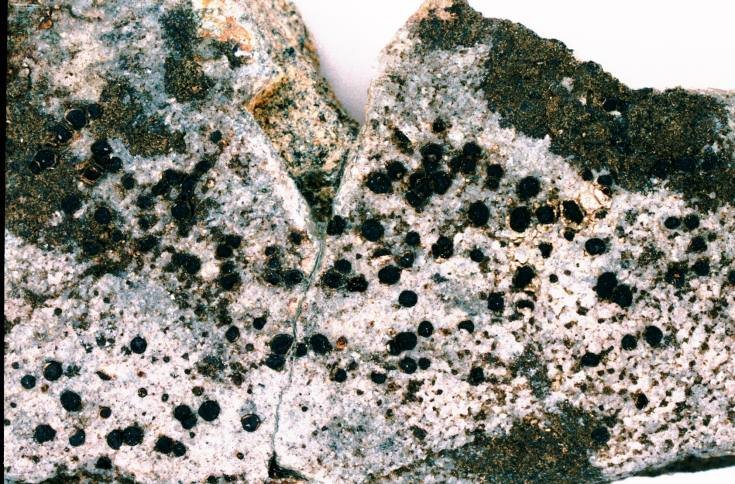